# Магнітооптичний диск

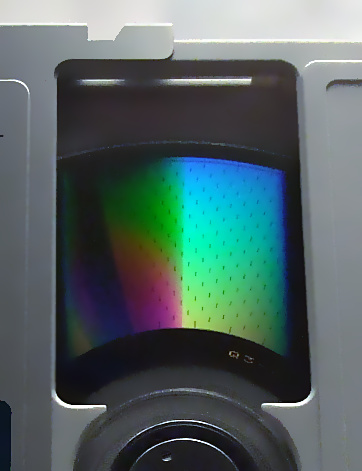
Поверхня магнітооптичного диска

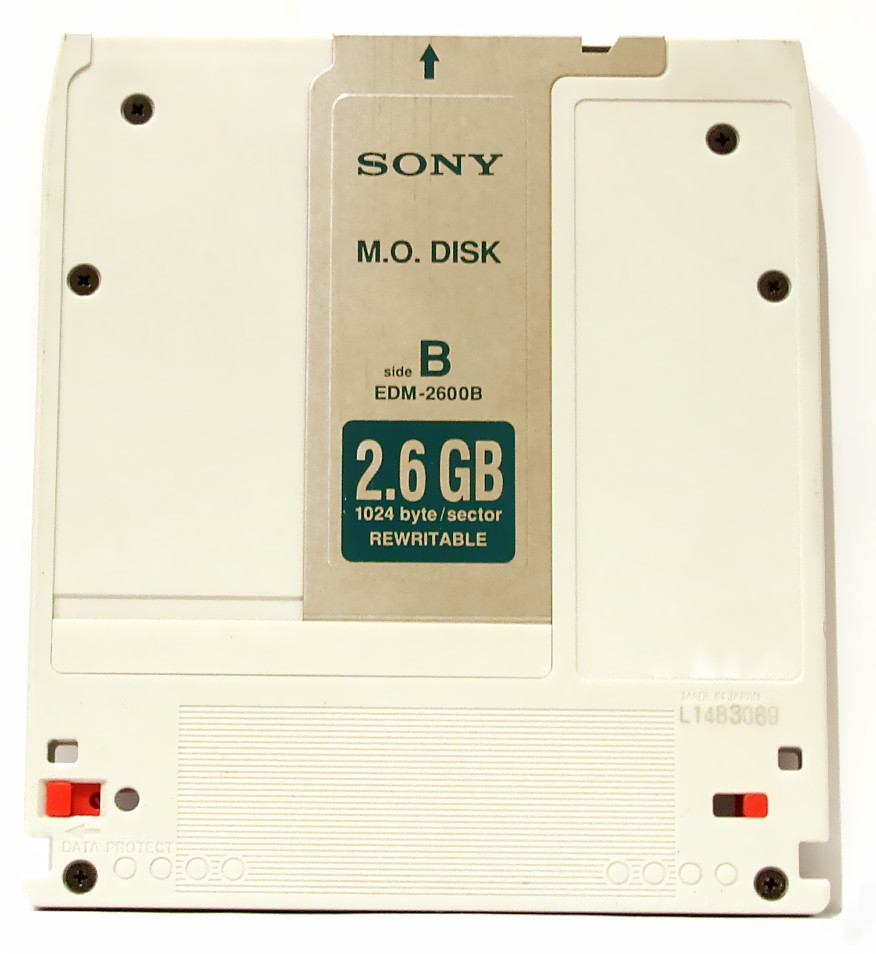
130-мм 2,6 Гб магнітооптичний диск

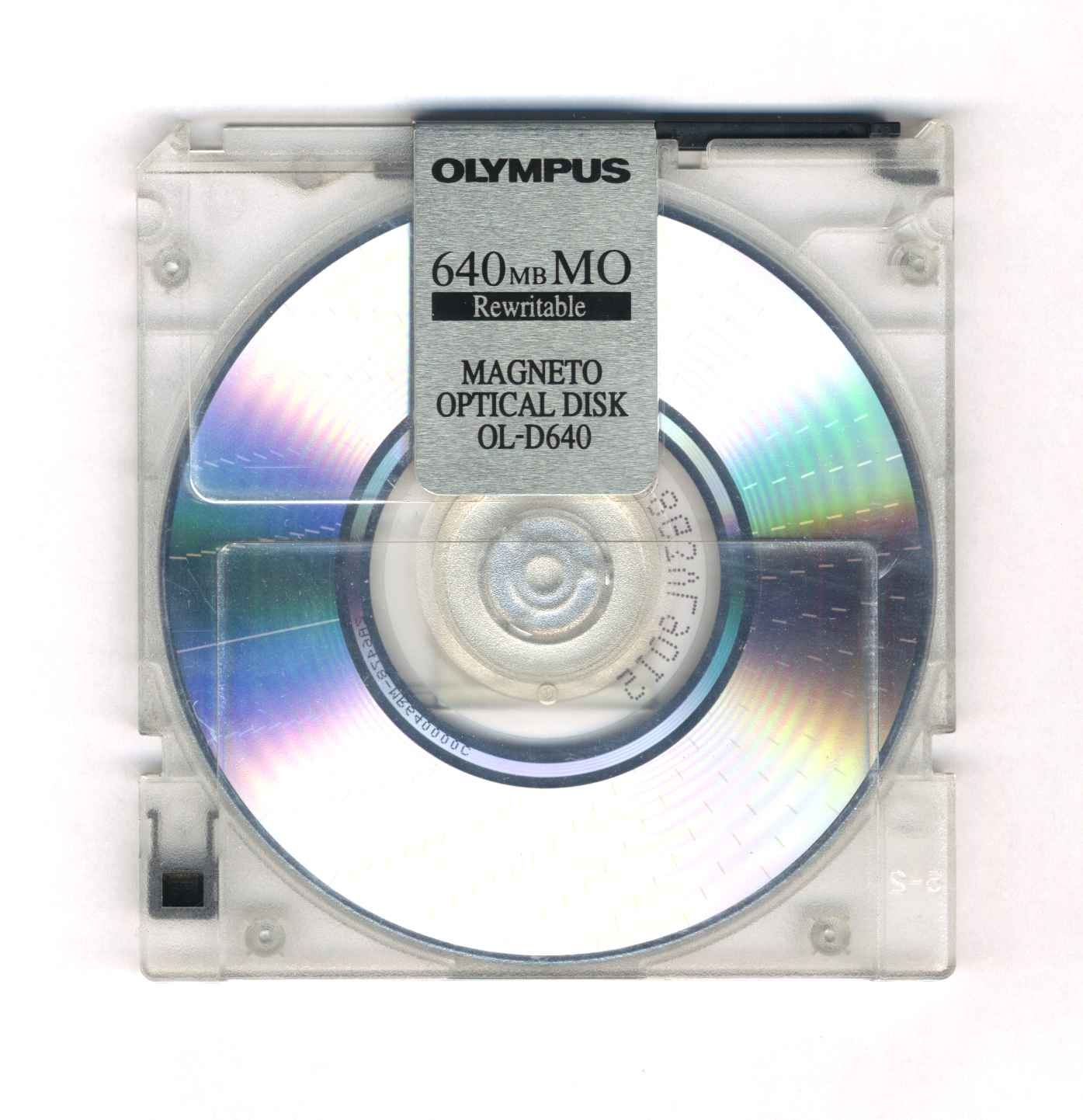
90-мм 640 Мб магнітооптичний диск

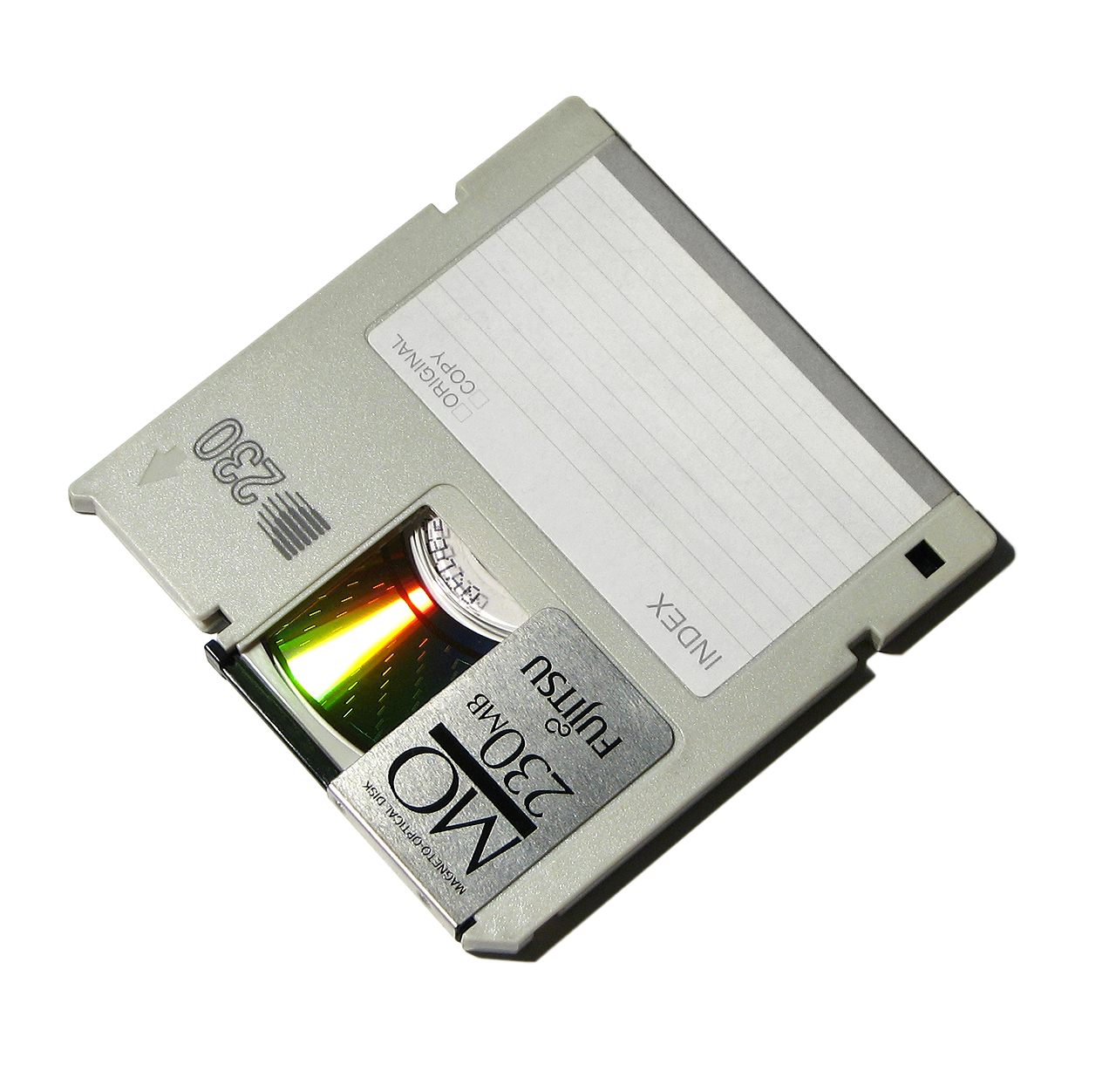
90-мм 230 Мб магнітооптичний диск виробництва Fujitsu

Магнітооптичний диск — носій інформації, що поєднує властивості оптичних і магнітних накопичувачів. Вперше магнітооптичний диск з'явився на початку 80-х років. Магнітооптичний диск взаємодіє з операційною системою як жорсткий диск, тому він може бути відформатований в стандартну файлову систему (NTFS, HPFS, extfs тощо).

## Технічні деталі
Магнітооптичний диск виготовляється з використанням феромагнетиків. Перші магнітооптичні диски були розміром 130 мм (5,25 дюйма), потім з'явилися диски розміром 90 мм (3,5 дюйма).
Запис на магнітооптичний диск здійснюється за наступною технологією: випромінювання лазера розігріває ділянку доріжки вище температури точки Кюрі, після чого електромагнітний імпульс змінює намагніченість, створюючи відбитки, еквівалентні пітам на оптичних дисках.
Зчитування здійснюється тим же самим лазером, але на меншій потужності, недостатньою для розігріву диска: поляризований лазерний промінь проходить крізь матеріал диска, відбивається від підкладки, проходить крізь оптичну систему і потрапляє на датчик. При цьому залежно від намагніченості змінюється площина поляризації променя лазера (ефект Керра) що і визначається датчиком.

## Переваги
- Слабка схильність до механічних пошкоджень
- Стійкість до магнітних полів
- Гарантована якість запису
- Синхронний вихід
- МО-диски допускають до 1 млн циклів стирання-запису[1]
- Швидкість обертання становить 3 000-3 600 об/хв, що забезпечує набагато більшу швидкість передачі даних, швидкість запису практично дорівнює швидкості читання і досягає декількох мегабайт на секунду,
- МО-носій повністю розміщений всередині захисного пластикового корпусу, що забезпечує його краще збереження,
- Існує багато інтерфейсів для підключення до всіх масово поширених шин — ATA, LPT, USB, SCSI.

## Недоліки
- Відносно низька швидкість запису, викликана необхідністю перед записом витирати вміст диска, а після запису — перевіркою на читання. Даний недолік почав усуватися в пізніх (починаючи з 1997 року) моделях приводів.
- Високе енергоспоживання. Для розігріву поверхні потрібні лазери значної потужності, а отже і високого енергоспоживання. Це ускладнює використання пишучих МО приводів в мобільних пристроях.
- Висока ціна як самих дисків, так і накопичувачів.
- Недостатня поширеність.
- Так і не було створено єдиного стандарту на пристрої й носії, як у випадку з дисководом 3½" HD, що в цілому зумовило практичну неможливість повсюдного застосування.

## Стандарти МО-дисків
Прийняті в ISO, IEC або ECMA:
- 130 мм диски
  - ISO/IEC DIS-10089A (650 Мб)
  - ISO/IEC DIS-13549, ECMA184 (1.3 Гб)
  - ISO/IEC DIS-13842, ECMA195 (2.0 Гб)
  - ISO/IEC DIS-14517 (2.6 Гб)
- 90 мм диски
  - ISO/IEC 10090, ECMA154 (~128 Мб)
  - ISO/IEC 13963, ECMA201 (230 Мб)
  - ISO/IEC 15041 (640 Мб)

Інші стандарти:
- CD-MO (Compact disks Orange Book part1)
- Sony MiniDisc
- Sony Hi-MD